# Mount & Blade
Mount & Blade is een singleplayer RPG die zich afspeelt in de middeleeuwen. Het spel is ontworpen door het Turkse bedrijf Taleworlds en uitgegeven door Paradox Interactive. Het spel werd uitgebracht op 16 september 2008 in Noord-Amerika en 3 dagen later ook in Europa. Het spel was in feite een alleenstaand project van Armağan Yavuz, de oprichter van Talewords en zijn vrouw İpek Yavuz. Voordat het spel werd uitgegeven werden er op de site van de ontwikkelaar eerst beta-versies uitgegeven die in 2004 begonnen. Het spel werd op 3 november 2008 vrijgegeven op Steam.
Het spel is over het algemeen goed beoordeeld op het innovatieve gevechtssysteem, het complexe karaktervaardighedensysteem en de grote moddinggemeenschap. Echter werd het spel bekritiseerd op de quests, het dialoog, de locaties en de lage graphicskwaliteit. Het vervolg Mount & Blade: Warband werd uitgebracht in maart 2010 en de spin-off stand-alone uitbreiding Mount & Blade: With Fire & Sword werd uitgebracht in mei 2011. De laatste is gebaseerd op de roman With Fire and Sword.

## Gameplay
Mount & Blade is een actie-RPG zonder fantasy-elementen. De speler bevindt zich in een virtueel land dat Calradia wordt genoemd. Het is een sandboxspel zonder verhaallijn waarin de speler kan doen wat hij/zij wil. De speler kan zich bijvoorbeeld aansluiten bij een van de vijf bestaande koninkrijken, vechten als huurling, als bandiet spelen of een neutrale houding aannemen.
Aan het begin van het spel heeft de speler de mogelijkheid tot het maken van zijn of haar character op een manier die lijkt op die van De Sims 2 of The Elder Scrolls IV: Oblivion. Ook moet de speler zijn of haar geslacht kiezen en via een aantal meerkeuzevragen de achtergrond van zijn of haar character aangeven. De achtergrond bepaalt de vaardigheden en attributen waar de speler het spel mee begint.
Tijdens het spel kan de speler van plaats naar plaats reizen door middel van klikken op de desgewenste bestemming. Tijdens het reizen zal de speler andere groepen tegenkomen. Dit kunnen zowel vijanden als vrienden zijn. De speler kan kiezen om een conflict met de vijand te omzeilen of de speler kan de vijand aanvallen. De speler krijgt bij het verslaan van de vijand 'renown'. Dit geeft de bekendheid van de speler aan binnen Calradia. Als de speler meer in het nadeel is (d.w.z. de vijand heeft meer soldaten bij zich dan de speler), wordt de renown na het verslaan van de vijand meer. De speler kan zich dan aansluiten bij een ander koninkrijk. De speler kan dan land krijgen van zijn koning (een dorp, kasteel of stad) en kan daar belasting heffen. Door het voltooien van quests of door het doden van vijandige soldaten krijgt de speler ervaring. Deze ervaring verhoogt het level van de speler die dan zijn attributen of vaardigheden kan verbeteren. Ook kan de speler zijn vaardigheid met een bepaald wapen verbeteren. Terwijl de speler vecht met een wapen van datzelfde (of een ander) type zal de vaardigheid automatisch toenemen bij het doden van een vijand.

### Combat
Er zijn vier locaties waar een gevecht kan ontstaan. Op een open veld waar twee ploegen elkaar tegenkomen, tijdens een belegering als de speler een fort aanvalt of verdedigt, in een toernooi dat wordt georganiseerd in een stad of in een boerendorp tijdens een plundering, valstrik, etc. Het aantal soldaten dat elke partij kan bevatten hangt af van de leiderschapsvaardigheden en de bekendheid (renown) van de speler. Deelnemers aan het gevecht kunnen te voet of te paard het veld betreden. De speler moet de muis bewegen in de richting van de aanval. Het richten met een boog of kruisboog moet ook met de muis worden gedaan.
De schade die wordt gedaan hangt af van een aantal factoren. De vaardigheid van het wapen dat de speler heeft, de snelheid ten opzichte van het doelwit, de kwaliteit van het wapen en het pantser van het doelwit geven aan hoeveel schade er gedaan wordt. Een zwaardslag vanaf een paard op volle snelheid doet meer schade dan een zwaardslag terwijl de speler stilstaat en een roestig zwaard zal minder schade doen dan een goed gesmeed zwaard. Ook wapentypes kunnen verschillen. Een speer zal van dichtbij geen schade doen terwijl een zwaard de volle schade kan halen.
De speler kan een schild bij zich dragen dat schadepunten kan absorberen. Als de levenspunten van het schild op zijn zal het schild breken en op de grond vallen. Het is dan pas in het volgende gevecht opnieuw bruikbaar. De speler kan tijdens het gevecht wapens en schilden van dode tegenstanders of teamleden van de grond rapen. Ook gemiste pijlen kunnen van de grond geraapt worden. Elk paard dat geen ruiter heeft kan beklommen en bereden worden. De speler kan zich ook met zijn wapen verdedigen, maar het wapen vangt alleen aanvallen uit één richting op en biedt geen bescherming tegen bogen en kruisbogen.